# 福冈平原
福冈平原，日本九州北部最为重要和精华平原。为那珂川流域下游所形成的平原，其主要范围包括福冈市、春日市、大野城市、太宰府市。
经济发达，有连通世界各国的福冈机场。